# Нежданово (Брянська область)
Нежданово (рос. Нежданово) — присілок в Унецькому районі Брянської області Російської Федерації.
Населення становить 75 осіб. Входить до складу муніципального утворення Унецьке міське поселення.

## Історія
Населений пункт розташований на території українського етнічного та культурного краю Стародубщина.
Від 2005 року входить до складу муніципального утворення Унецьке міське поселення.

## Населення
| 2010 | 2013 |
| ---- | ---- |
| 75   | →75  |